# Nguyễn Thị Minh Lợi
Nguyễn Thị Minh Lợi (sinh 13/7/1976) là một giảng viên đại học và chính trị gia người Việt Nam. Bà từng là đại biểu Quốc hội Việt Nam khóa 12, thuộc đoàn đại biểu Quảng Bình.

## Xuất thân
Giới tính: Nữ
Dân tộc: Kinh
Tôn giáo: Không
Quê quán: xã Hạ Trạch, huyện Bố Trạch, Quảng Bình

## Giáo dục
Trình độ chuyên môn: Thạc sĩ Hoá học

## Sự nghiệp
Nghề nghiệp, chức vụ: Uỷ viên Uỷ ban Khoa học, Công nghệ và Môi trường của Quốc hội,Giảng viên, Phó trưởng bộ môn Sinh hoá-Kỹ thuật Nông nghiệp trường ĐH Quảng Bình
Nơi làm việc: Khoa tự nhiên - kỹ thuật trường Đại học Quảng Bình
Ngày vào đảng:02/06/2017